# Konsum

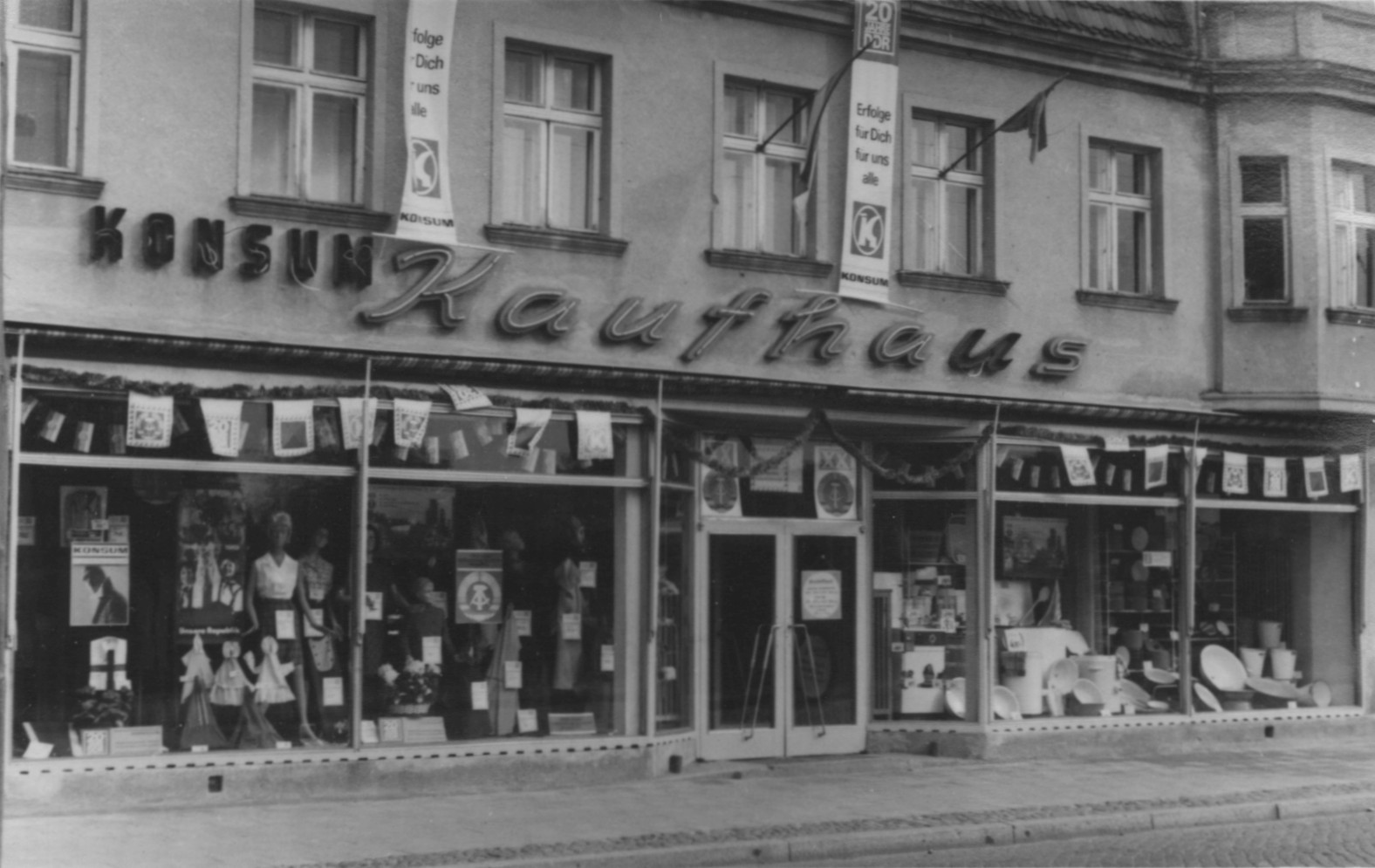
Konsum warenhuis in Friesack, omstreeks 1969.

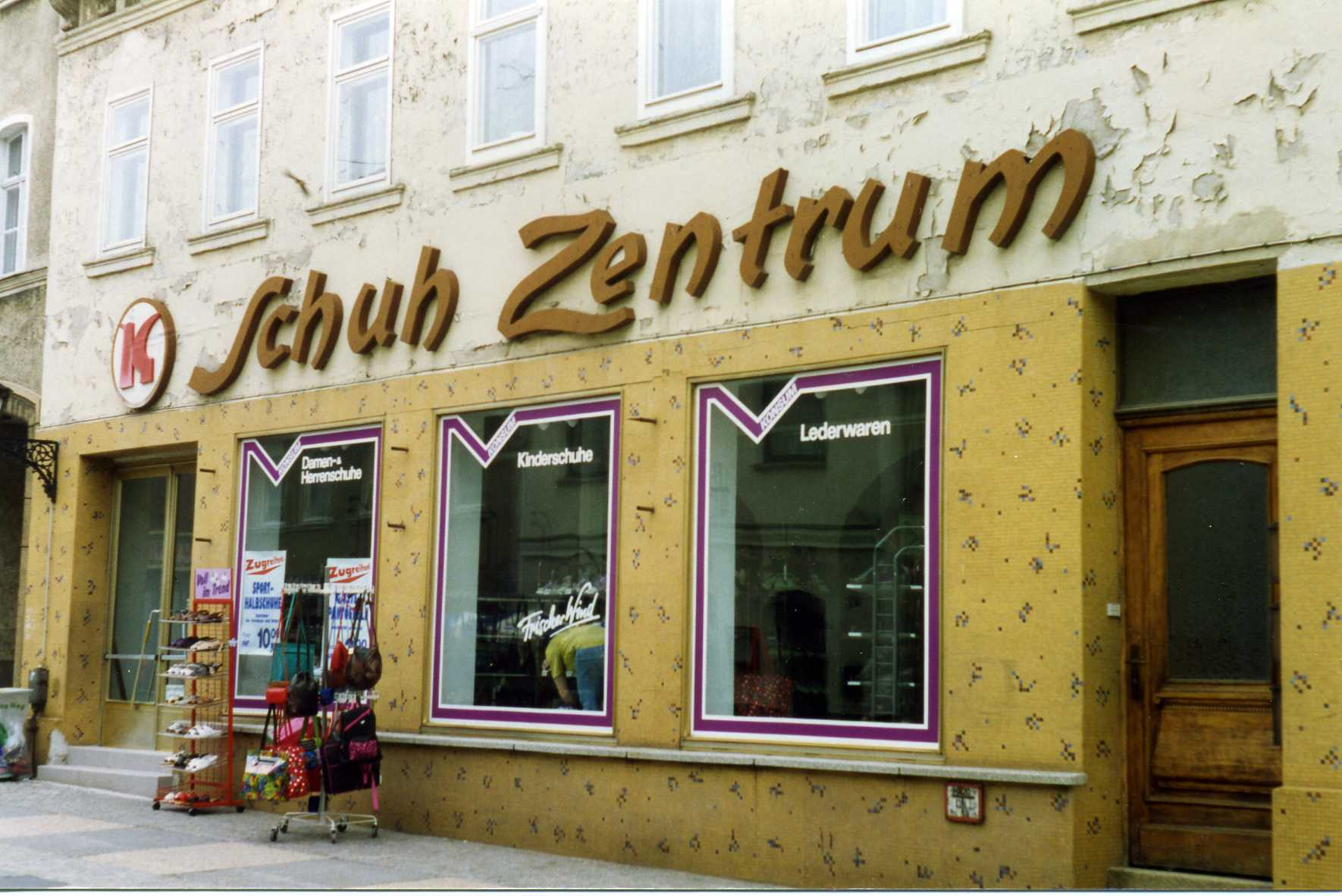
Konsum schoenenwinkel in Zeulenroda, 1992.

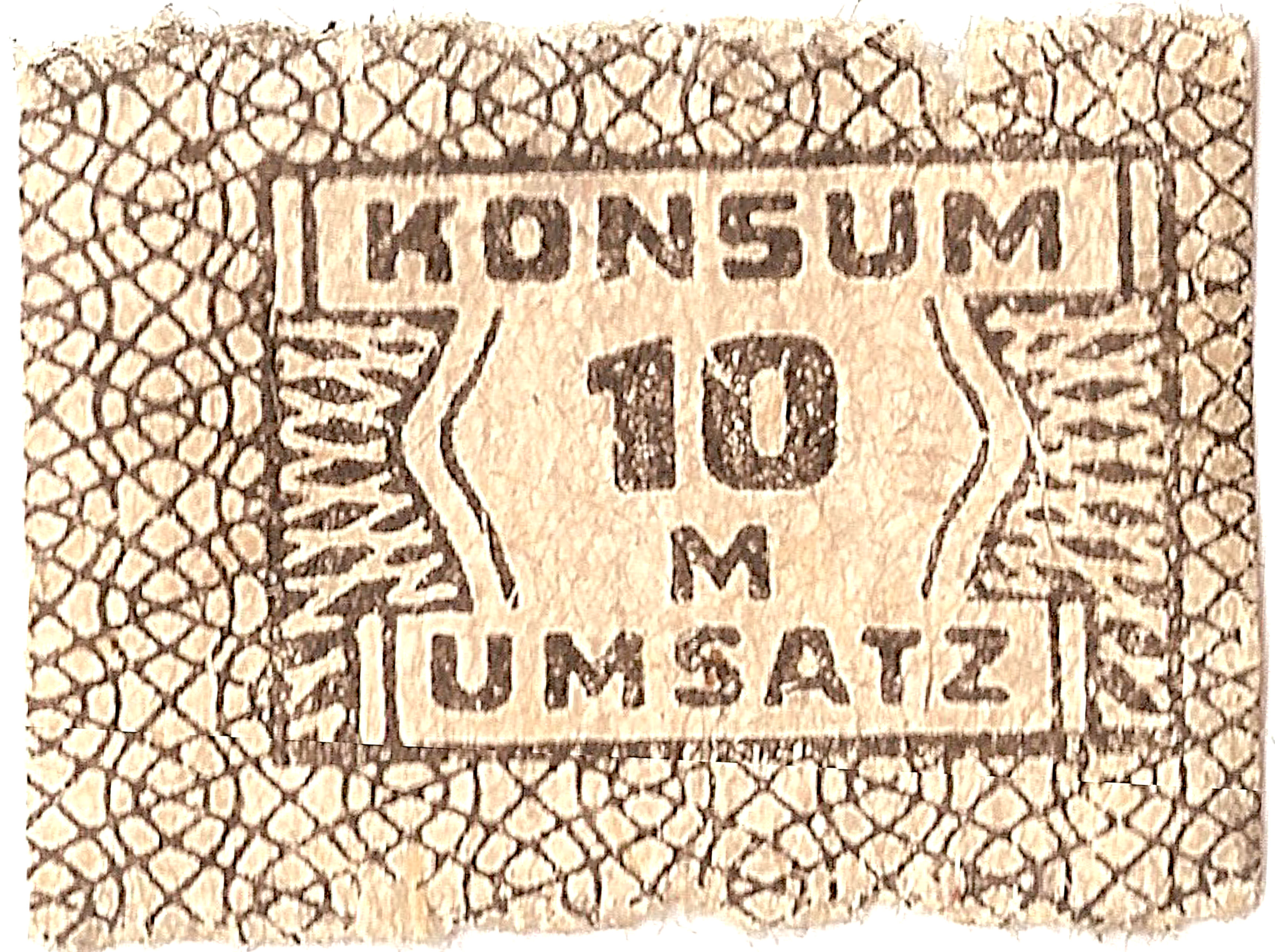
Konsum-zegeltje

Konsum was het merk en de korte benaming van Konsument, een coöperatie in de DDR  die levensmiddelenwinkels en warenhuizen organiseerde. Konsum was de grootste winkelketen in de DDR. Uit de coöperatie ontstonden na de Duitse hereniging  van 1990 verschillende kleine verbanden die tot op heden nog bestaan.

## Konsum in de DDR
In het dagelijkse spraakgebruik werd met Konsum een levensmiddelenzaak bedoeld. Met een dorps-Konsum bedoelde men een kleine dorpswinkel. Maar officieel droegen alle winkels van de coöperatie deze naam, ook als er andere zaken dan levensmiddelen werden verkocht.
Bij Konsum waren ook bedrijven aangesloten die zich bezighielden met de productie van goederen voor dagelijks gebruik en consumptie. Van belang waren bijvoorbeeld de levensmiddelenproductie in Erfurt, de kruidenpotjes uit Schönbrunn  in Schleusegrund en de zeepfabriek in Riesa.  
Bij elke aankoop in een Konsum-winkel  kregen Konsum-leden een zegeltje, waarvoor zij aan het eind van het jaar een terugbetaling kregen uit de omzet van dat jaar. Omdat deze zegeltjes alleen aan Konsum-leden werden gegeven, was in de meeste gezinnen in de DDR iemand lid van de coöperatie.

## Konsum na 1990
Na 1990 bleef Konsum als merknaam bestaan. In de Oost-Duitse deelstaten bestaan regionale coöperaties die onder deze naam handelen. Zo bestaat in Dresden de Konsum Dresden eG, die in 2007 ook filialen opende in de Westelijke deelstaten. In Leipzig bleef de Konsum-supermarkt voortbestaan tussen andere ketens.